# Maximilian Ladurner
Maximilian Ladurner (Merano, 6 dicembre 2001) è un cestista italiano.